# Sjednocená kanadská provincie
Sjednocená kanadská provincie (Sjednocená provincie Kanada, Provincie Kanada či Kanadská provincie, angl. Province of Canada nebo United Province of Canada) byla britská kolonie v Severní Americe v letech 1841–1867. Byla vytvořena na základě zákona o unii (Act of Union) schváleného britským parlamentem v roce 1840 a vyhlášeného v únoru 1841, který sloučil Horní a Dolní Kanadu do jediného celku s jednotnou legislativou. Šlo částečně o reakci na povstání části francouzského obyvatelstva Dolní Kanady z roku 1837 a přestože zákon zaručoval rovné zastoupení ze strany obou bývalých kolonii, jeho myšlenkou bylo zrušit uniformitu Dolní Kanady a její francouzskou homogenitu. Výsledky této snahy však nebyly nijak přesvědčivé a v roce 1867 bylo toto uspořádání opuštěno a Provincie Kanada byla nahrazena dominiem Kanadská konfederace, složeným z obnovených provincií Horní (Ontario) a Dolní (Québec) Kanady, Nového Skotska a Nového Brunšviku.